# شهرستان شچتنو
شهرستان شچتنو (به لهستانی: Powiat Szczytno) یک شهرستان در لهستان است که در استان وارمی-ماسوری واقع شده‌است. شهرستان شچتنو ۱٬۹۳۳٫۱ کیلومتر مربع مساحت و ۶۹٬۲۸۹ نفر جمعیت دارد.